# Theodor Doerfler
Theodor Christian Doerfler (* 9. Juni 1869 in Markt Berolzheim; † 14. Mai 1938 in Augsburg) war ein deutscher Jurist und Politiker (Völkischer Block). Er war unter anderem Abgeordneter im Bayerischen Landtag.

## Leben
In seiner Jugend besuchte er die Volksschule und die Lateinschule in Weißenfels sowie das Gymnasium in Erlangen. Wie sein Vater und sein Bruder Hans Doerfler zuvor, wurde er während seines Studiums in Erlangen im Winter-Semester 1888/89 Mitglied der Burschenschaft der Bubenreuther. Nach dem Studium der Rechtswissenschaft in Erlangen, Berlin und München schlug Dörfler eine Laufbahn im Justizdienst ein; er wurde Landgerichtsrat in Ansbach, Amtsgerichtsrat und 1925 Oberlandesgerichtsrat in München. 1931 wurde er Landgerichtsdirektor in Augsburg.
Bei der Landtagswahl 1924 wurde Doerfler im Stimmkreis Ansbach-Rothenburg o. T, Dinkelsbühl-Feuchtwangen, Weißenburg-Gunzenhausen in den Bayerischen Landtag gewählt, dem er während der 3. Wahlperiode (bis 1928) als Abgeordneter angehörte.
Im Mai 1925 wurde der „Nationalsoziale Volksbund“ (NSB) gegründet (von Anton Drexler sowie mehreren Münchner Stadträten und Landtagsabgeordneten des Völkischen Blocks). Drexler amtierte als 1. Vorsitzender, Theodor Doerfler (damals Oberlandesgerichtsrat am Oberlandesgericht München und MdL) als sein Stellvertreter. Anfang 1927 löste sich der NSB auf und gliederte sich als Landesverband Bayern der DVFP ein.
Auch Doerfler schloss sich der Deutschvölkischen Freiheitsbewegung an.
Er war auch Mitglied der Nationalsynode der Deutschen Evangelischen Kirche (DEK) und nahm als solcher Ende Mai 1934 an der Barmer Bekenntnissynode teil, auf der die Barmer Theologische Erklärung verabschiedet wurde.